# C'est le Père Noël
Albums de Henri Dès
Du soleil
(1999) Comme des géants
(2002)
C'est le Père Noël est le treizième album de chansons pour enfants d'Henri Dès, sorti fin 2001. 
Il est composé de trois nouvelles chansons et de reprises de classiques. Il comporte une version instrumentale des titres chantés par Henri Dès sur cet album.
Disque d'or, l'album figure trois semaines dans le hit parade suisse, son meilleur classement étant une 49e place.

## Liste des chansons
1. C'est le Père Noël
2. On se dit Joyeux Noël
3. Petit papa Noël
4. Vive le vent
5. La belle histoire
6. Demain c'est Noël
7. La légende de Saint Nicolas
8. Les douze jours de Noël
9. Mon gentil Saint Nicolas
10. C'est la nuit de Noël
11. Le petit renne au nez rouge
12. Petit garçon

## Musiciens
- Henri Dès – Chant, guitare et réalisation
- Martin Chabloz : claviers
- Laurent Poget : guitare
- Pierrick Destraz : batterie
- Loïc Boujol (loic-b) : guitare basse
- Tony Russo : accordéon
- Jean-Yves Petiot : contrebasse